# Alloperla trapezia
Alloperla trapezia är en bäcksländeart som först beskrevs av Navás 1930.  Alloperla trapezia ingår i släktet Alloperla och familjen blekbäcksländor. Inga underarter finns listade i Catalogue of Life.